# Infant Island
Infant Island — американская скримо-группа, основанная в Фредериксберге, штат Виргиния, в 2016 году.

## История

### Основание иInfant Island(2016—2018)
Группа Infant Island была образована летом 2016 года вокалистом Даниэлем Костом, гитаристом Александром Руденшольдом, басистом Кайлом Гуэрра и барабанщиком Джеймсом Рейкстроу. 1 августа 2018 года, в преддверии тура по США и Канаде, они выпустили свой дебютный одноимённый альбом, получивший одобрение критиков. В том же месяце альбом был представлен в колонке Noisey «Summer of Screamo», в которой автор Дэн Оззи назвал его «стержнем современного скримо». В октябре 2018 года группа рассталась с барабанщиком Джеймсом Рейкстроу, заменив его Остином О’Рурком.
В феврале 2019 года Infant Island были отмечены в The Washington Post, наряду с современниками Vein.fm и Portrayal of Guilt, как группы, дающие «новую жизнь» скримо.

### BeneathиSepulcher(2019—2020)
В интервью журналу RVA Magazine в марте 2019 года гитарист Александр Руденшольд сообщил, что второй альбом группы был полностью записан. В апреле 2020 года группа объявила, что их второй альбом, Beneath, будет выпущен в мае того же года на Dog Knights Productions. Коллектив также выпустил музыкальное видео на песню «Someplace Else», последний трек с альбома. 17 апреля 2020 года Infant Island выпустила второй сингл с Beneath, «Stare Spells», вместе с ранее не анонсированным альбомом под названием Sepulcher, получив положительные отзывы. Beneath был выпущен 15 мая 2020 года и получил положительные отзывы от критиков. Хотя хронологически Sepulcher и был выпущен раньше Beneath, он состоит из материала, записанного почти на год позже. Beneath занял 28 место в списке 55 лучших альбомов года и второе место в списке 45 лучших панк-альбомов года по версии BrooklynVegan, а также стал одним из 50 лучших альбомов года по версии журнала Impose.

## Музыкальный стиль
Музыкальный стиль Infant Island повсеместно описывается как скримо, а группу часто сравнивают с их региональными предшественниками Pg. 99, City of Caterpillar и Majority Rule. На релизах Sepulcher и Beneath в 2020 году группа перешла к более прямолинейному металлическому звучанию, что вызвало сравнения с грайндкором, сладж-металом и блэк-металом.

## Состав

### Нынешние участники
- Daniel Kost — вокал (2016—н.в.)
- Alexander Rudenshiold — гитара/вокал (2016—н.в.)
- Kyle Guerra — бас-гитара (2016—н.в.)
- Austin O’Rourke — ударные (2018—н.в.)
- Winston Givler — гитара (2019—н.в.)

### Бывшие участники
- James Rakestraw — ударные (2016—2018)

## Дискография

### Студийные альбомы
- Infant Island (2018)
- Sepulcher (2020)
- Beneath (2020)

### Сплиты
- Infant Island / Maidenhair (2016)
- Infant Island / smallhands (2017)
- Hymnes aux Désarrois de la Peau (2019)

### Сборники
- Collections 1 (2020)